# Friends (Aura-Dione-Lied)
Friends ist ein Lied der dänischen Singer-Songwriterin Aura Dione zusammen mit Rock Mafia aus dem Jahre 2012. Das Lied ist nach Geronimo die zweite Singleauskopplung aus ihrem zweiten Studioalbum Before the Dinosaurs. Auf dem Cover sind die Haare von Aura Dione zu sehen, welche ihr Gesicht verdecken.

## Text
Der Text des Liedes handelt von der Bedeutung von Freundschaften, und in welchen Situationen diese besonders gebraucht werden, sowie davon, dass gute Freunde auch zueinander halten, wenn die jeweils andere Person kein Glück in der Liebe hat.

## Musikvideo
In dem Musikvideo, welches am 13. März 2012 veröffentlicht wurde, ist Aura Dione zu sehen, wie sie sich in einem großen Haus aufhält, wo sie mit Robotern interreagiert, welche ihre Freunde darstellen sollen.

## Charts und Chartplatzierungen
Friends erreichte in den Singlecharts der deutschsprachigen Ländern Deutschland, Österreich sowie der Schweiz die Platzierungen vier, drei und zehn. In Diones Heimatland Dänemark erreichte der Titel Position sechs in den Singlecharts. In den bulgarischen und polnischen Singlecharts erreichte das Lied die Spitzenposition. Darüber hinaus erreichte Friends auch die Spitzenposition der deutschen Airplaycharts.
| ChartsChartplatzierungen | Höchstplatzierung | Wochen |
| ------------------------ | ----------------- | ------ |
| Dänemark (IFPI/Nielsen)  | 6 (12 Wo.)        | 12     |
| Deutschland (GfK)        | 4 (22 Wo.)        | 22     |
| Österreich (Ö3)          | 3 (15 Wo.)        | 15     |
| Schweiz (IFPI)           | 10 (17 Wo.)       | 17     |